# Jüdischer Friedhof (Wilhermsdorf)

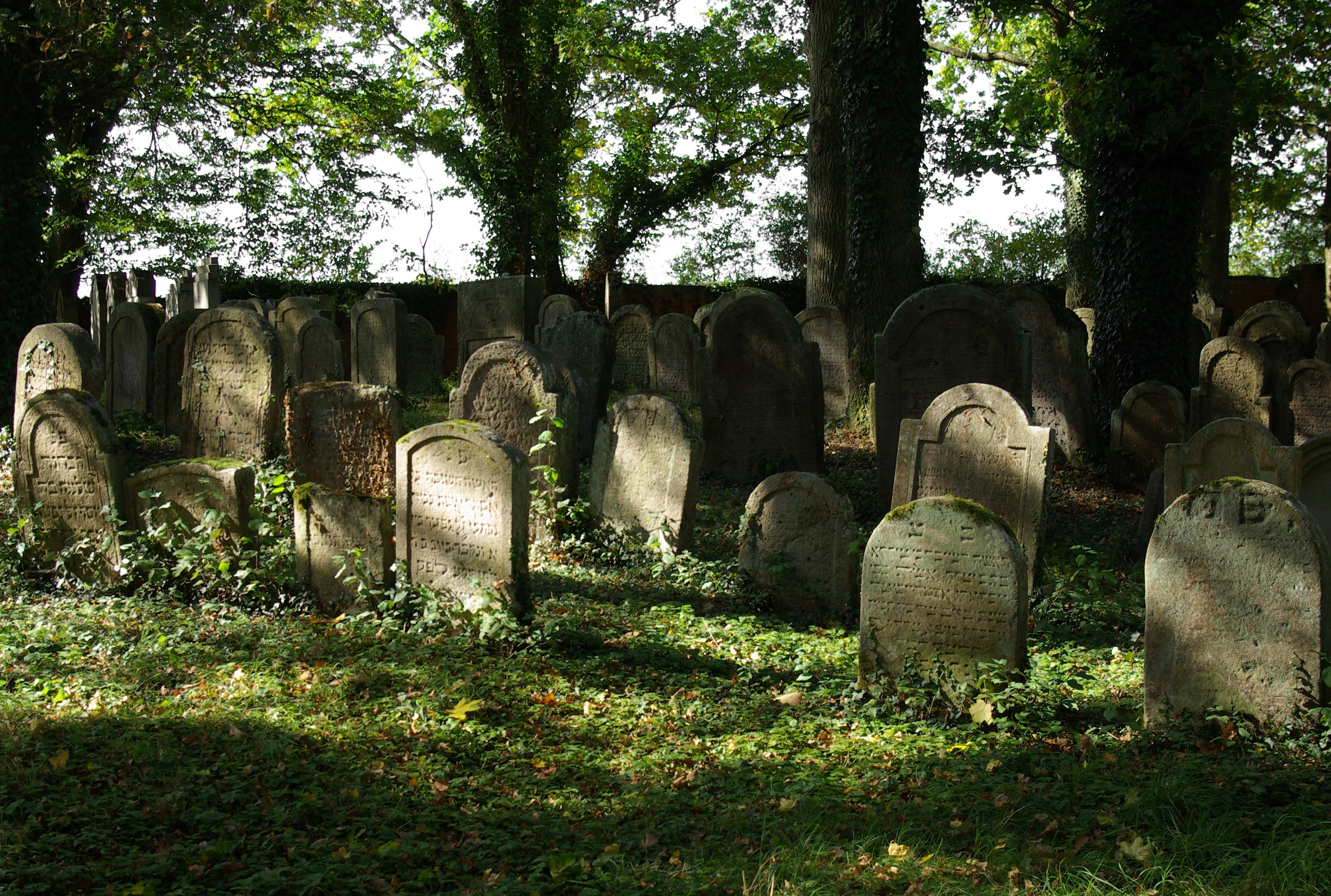
Jüdischer Friedhof in Wilhermsdorf, älterer Teil, 2011

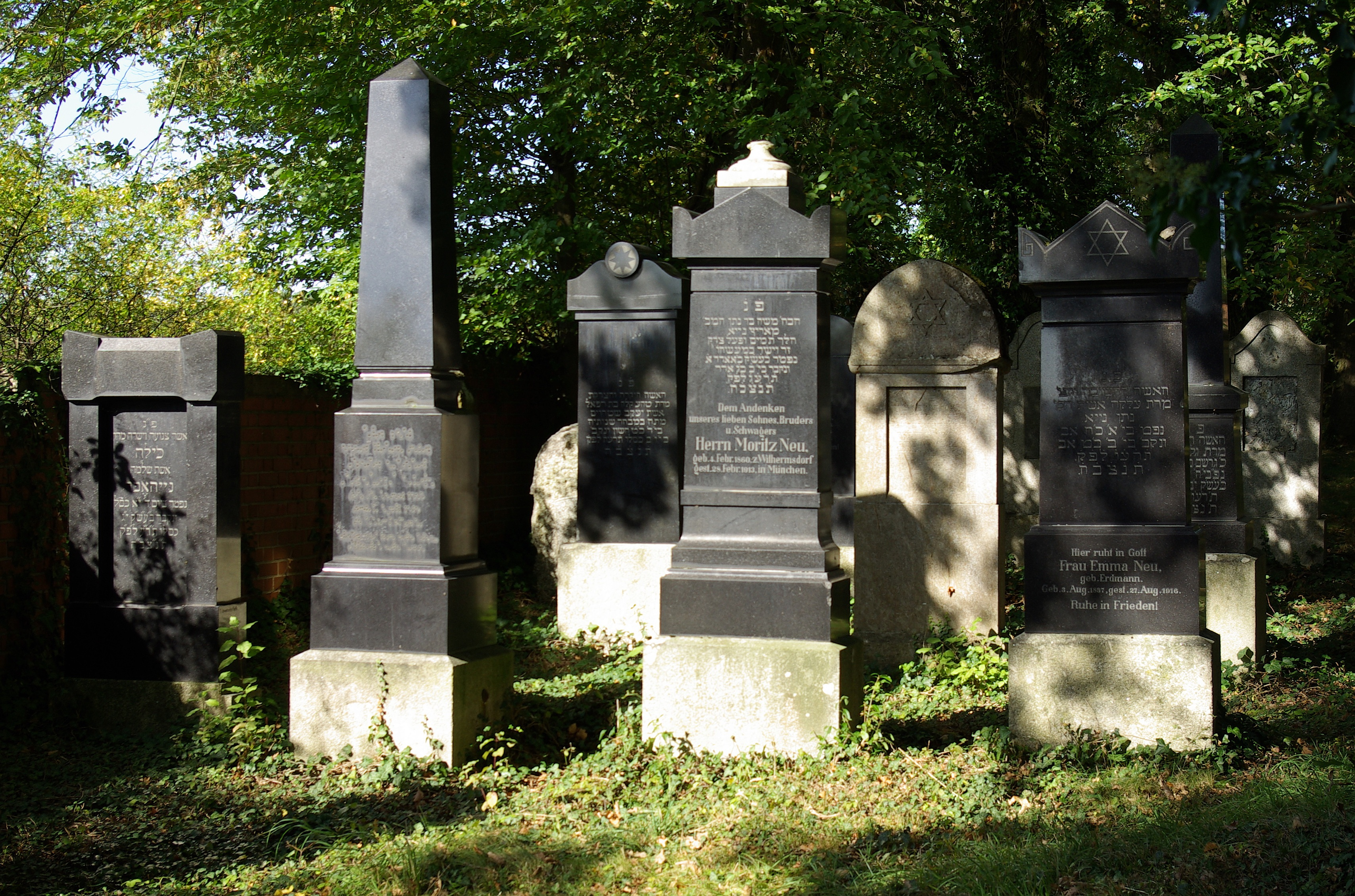
Jüdischer Friedhof in Wilhermsdorf, Grabsteine vom Anfang des 20. Jahrhunderts, 2011

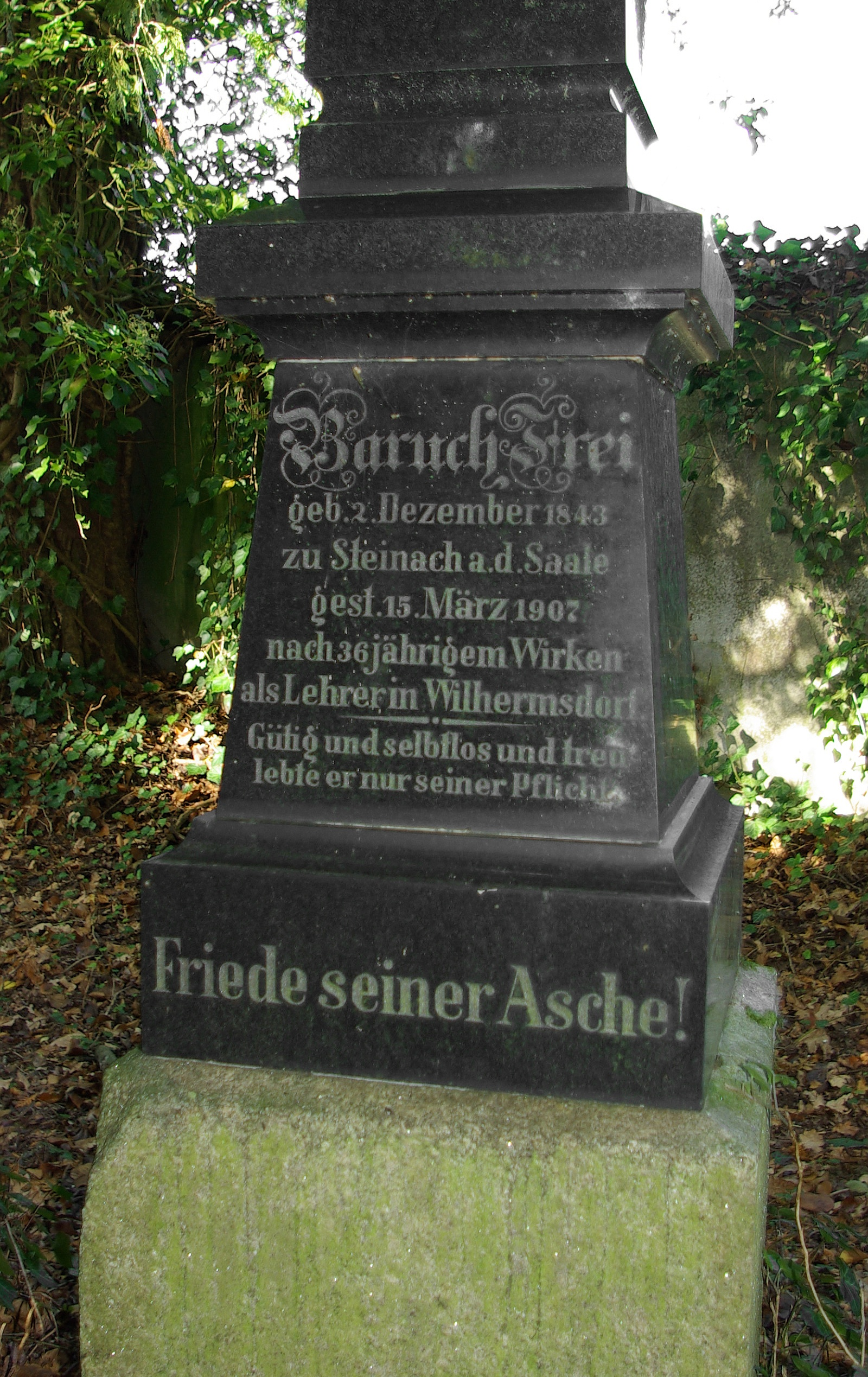
Grabstein für den Lehrer Baruch Frei (1843–1907), 2011

Der Jüdische Friedhof Wilhermsdorf ist ein jüdischer Friedhof bei Wilhermsdorf im mittelfränkischen Landkreis Fürth.

## Beschreibung
Der 3.950 m² große Friedhof ist von einer Backsteinmauer umgeben und liegt auf einer Anhöhe an der Kreisstraße FÜ18 zwischen dem Lenzenhaus und dem Eulengeschrei. Es sind noch etwa 500 Mazewot vorhanden. Viele der Grabsteine sind bereits stark verwittert, da sie aus Sandstein gefertigt wurden. Die Grabsteine sind hauptsächlich aus der Zeit des 18. bis frühen 20. Jahrhunderts. Auf dem Friedhof wurden auch die Toten der Nachbargemeinden Dietenhofen und Markt Erlbach beigesetzt.

## Geschichte
Es wird angenommen, dass der Friedhof in der Mitte des 15. Jahrhunderts angelegt worden ist, denn in einem Dokument aus dem Jahre 1842 wird von einem Grabstein aus dem Jahr 5212 berichtet. Der älteste erhaltene und lesbare Grabstein stammt aus dem Jahr 1690.
Seit 1862 existiert eine Chewra Kadischa. Auf Antrag der jüdischen Gemeinde beschloss der Gemeinderat am 15. Dezember 1863: „In Erwägung, daß das fragliche Stückchen Gemeindeland gar keinen Nutzen abwirft […] der jüdischen Kultusgemeinde das fragliche Land ganz frei resp. ohne alles Gegenreichniß zu überlassen“. Die Erweiterung erfolgte 1865. Die letzte Beerdigung fand am 8. April 1936 statt. Der Friedhof wurde 1938 und 1945 geschändet. 

### Sterberegister
Der erste Eintrag in dem vom Distriktsrabbiner Isaak Loewi geführten Sterberegister ist die am 4. Januar 1824 durchgeführte Beisetzung des am 3. Januar verstorbenen Abraham Michael Wiener. Das Sterberegister wurde bis zur letzten Beisetzung auf dem Friedhof am 8. April 1936 fortgeführt. Am 5. April 1936 war der Viehhändler Gottlieb im Alter von 70 Jahren verstorben, nachdem er zwei Wochen Haft wegen der Beleidigung eines Ortspolizisten verbüßte.